# Warren Spector
Warren Spector (Amerikai Egyesült Államok, 1955. október 2. –) amerikai videójáték-tervező, aki számítógépes szerepjátékokban, illetve First Person Shooterekben való közreműködése által vált ismertté a játékostársadalomban. Jelenleg Texasban él fantasy történeteket író feleségével, Caroline L. Skelley-vel. Legismertebb játékai a System Shock és a Deus Ex.

## Élete

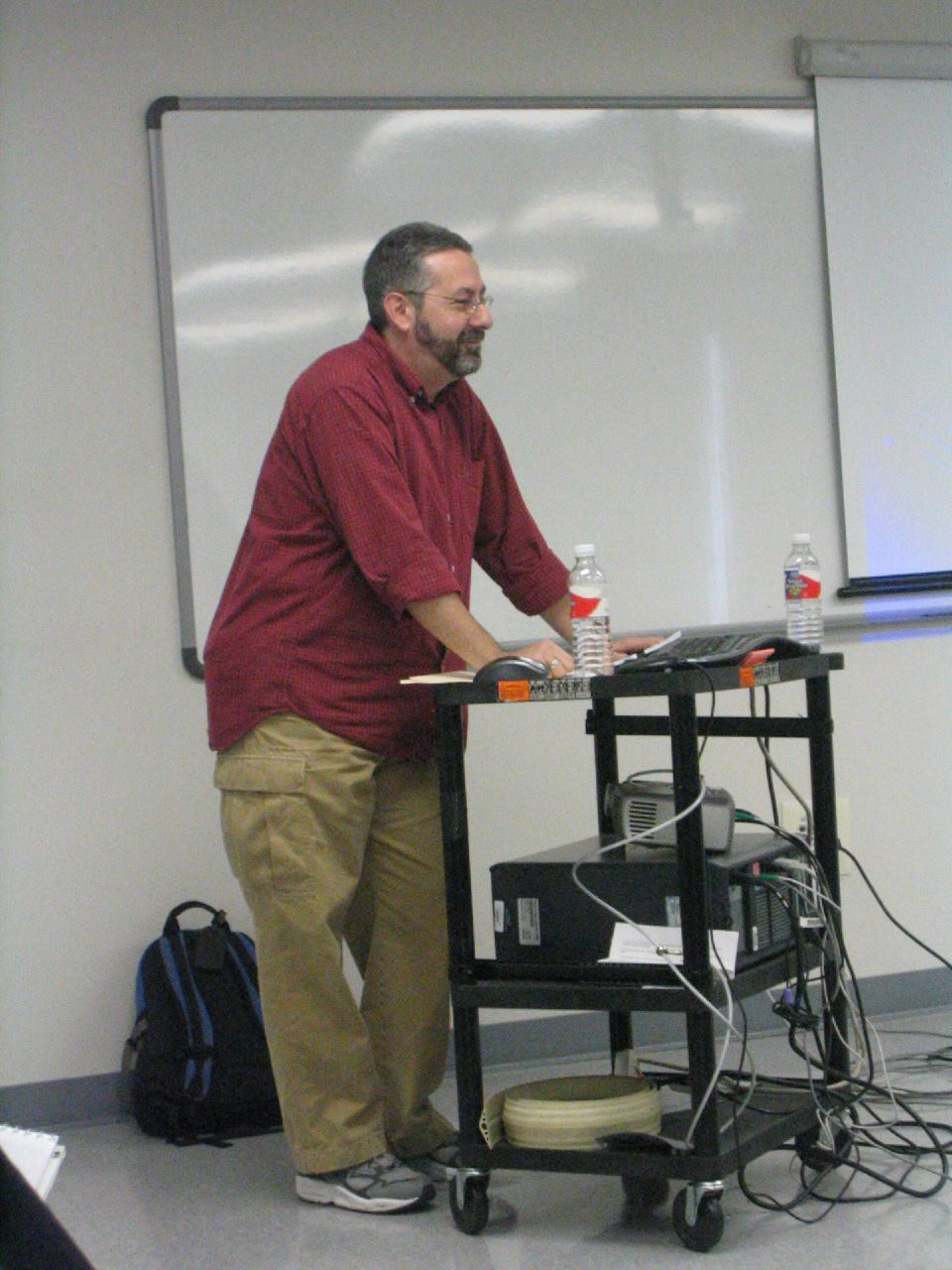
Spector 2006-ban

Warren Spector fiatal korában filmesztéta szeretett volna lenni, ezért beiratkozott a texasi Northwestern Universityre. Az egyetem elvégzése után PhD doktori címet szeretett volna szerezni, ezért iskolájában maradt. Tanársegédként oktatott, de korlátozott anyagi lehetőségei miatt más munkákat is el kellett vállalnia. 1983-ban, mint a számítógépes játékok nagy rajongója, csatlakozott a Steve Jackson Games csapatához, ahol a Space Gamer című lap szerkesztője lett. Később azonban már a kiadó szerepjátékrendszereket tervező és tesztelő kreatív csapatban találta magát. 1987-ben a TSR hívására Wisconsinba költözött, egyben feladta egyetemi ambícióit és a doktori címet. A cégnél azonban csak két évet töltött, mert nem látott benne több lehetőséget.
1989-ben Richard Garriott ajánlására az Origin Gameshez került, és visszaköltözött Texasba. Itt kisebb munkák után rögtön két, a kilencvenes években rendkívül népszerű játék, az Ultima VI és a Wing Commander fejlesztésében vett részt. Tekintettel azonban arra, hogy Warren Spector gondolkodásmódja és ötletei néha ellentétben álltak a cég szellemiségével és sok, régóta bevált dologgal, kompromisszumokkal kényszerítették mellékszerepbe. Az Ultima VII fejlesztésében azonban így is oroszlánrésze volt, noha saját ötleteit csak korlátozottan valósíthatta meg.
1992-ben, egy külsős csapat, a Blue Sky Productions élére helyezték az Origintől, hogy vezényelje le az Ultima-sorozat egyik új szálának, az Ultima Underworldnek a készítését. Mind a játék, mind folytatása, a "Labyrinth of Worlds", nagy siker lett. A kreativitását kiélő Spector hamarosan új játék készítésébe fogott bele a Blue Skynál: ez lett a System Shock, mely annak ellenére, hogy csak mérsékelt sikert aratott, forradalmi újításokkal rendelkezett az FPS-ek világában. A bukás miatt az akkorra az Origin tulajdonosává vált Electronic Arts korlátozni kezdte Spectort, aminek a vége az lett, hogy néhány középszerű játék fejlesztésében való közreműködés után 1995-ben otthagyta az Origint.
Új munkahelye az időközben Looking Glass névre váltó Blue Sky Productions lett. A cégnél két játék készült: egyfelől a Thief első része, másfelől pedig Spector legújabb ötlete, a "Junction Point", mely a világ egyik első MMORPG-je lehetett volna, de pénzhiány miatt sosem készült el. A pénzügyi helyzet miatt a Looking Glass amúgy is bezárta austini stúdióját, és Spector, aki nem akart Bostonba költözni, inkább átigazolt egy helyi fejlesztőcéghez, az akkoriban indult Ion Storm Inc.-hez. Mivel az Eidos Interactive a sok sikerjáték miatt akkoriban eléggé vagyonos volt, Spector szabad kezet kapva, minden segítség megadása mellett kezdte el új játéka, a Deus Ex fejlesztését (mely két korábbi ötletének, a "Troubleshooter"-nek és a "Junction Point"-nak a továbbgondolása volt). Másfél évig dolgoztak rajta, amikor is kiderült, hogy a játék abban a formában vállalhatatlan, így inkább a meglévő elemek felhasználásával újraírták. A program végül 2000-ben jelent meg, és hatalmas siker lett.
Ekkorra azonban az Eidos is nehéz helyzetbe került, és bár a Deus Ex anyagilag jól teljesített, több stúdióját (közülük az Ion Storm egyik stúdióját), köztük a Looking Glasst, bezárni kényszerült. Spector a szorult helyzetben maga köré gyűjtött néhány munka nélkül maradt tagot, ezután megvásárolta néhány általa fejlesztett játék licencét. Az Ion Storm ekkor kezdett bele a Deus Ex: Invisible War (2003) és a Thief: Deadly Shadows (2004) fejlesztésébe. A cég azonban nem sokkal élte túl ezeket a játékokat, és 2005-ben bezárni kényszerült. Spector ekkor alapította meg a Junction Point Studiost, melyet korábbi, befejezetlen játéka után nevezett el. Cégét 2007-ben felvásárolta a Disney Interactive, miután hírét vették, hogy különleges, rajzfilmszerű grafikával megáldott játékot készít. A Disney berkein belül történt fejlesztés végén 2010-ben jelent meg a kissé steampunk jegyeket magán viselő Epic Mickey, mely nagy siker volt. A második rész elkészítése után 2013-ban azonban Spector elhagyta a Disney által felvásárolt céget. Ezután a Texasi Egyetemen segített kidolgozni egy posztgraduális programfejlesztői képzést.
2016-ban az OtherSide Entertainment-hez csatlakozott, melyet régi Looking Glass-fejlesztők alapítottak. A csapatnál tanácsadói szerepet tölt be, elsősorban a System Shock 3 és az Underworld Ascendant fejlesztésénél.

## Magánélete
1984-ben ismerkedett meg Caroline Chase-szel, akivel 1987. április 11-én összeházasodtak.

## Kisebb szerepei játékokban
Warren Spector számos játékába beleírta magát easter eggként, jellemzően Dr. Spector néven, utalva így soha meg nem szerzett doktori címére. A Deus Exben a játék elején megmentendő Ford Schick karaktere egyenesen róla lett mintázva, az "iamwarren" pedig a játék egyik cheatje lett.

## Munkássága

### Videójátékok
- Wing Commander (1990)
- Wing Commander: The Secret Missions (1990)
- Ultima VI (1990)
- Bad Blood (1990)
- Wing Commander II (1991)
- Wing Commander: The Secret Missions 2 – Crusade (1991)
- Ultima: Worlds of Adventure 2: Martian Dreams (1991)
- Ultima Underworld (1992)
- Shadowcaster (1993)
- Ultima Underworld II (1993)
- Wing Commander: Privateer – Righteous Fire (1993)
- Ultima VII (1993)
- Wings of Glory (1993)
- System Shock (1994)
- CyberMage: Darklight Awakening (1995)
- Crusader: No Remorse (1995)
- Thief: The Dark Project (1998)
- Deus Ex (2000)
- Deus Ex: Invisible War (2003)
- Thief: Deadly Shadows (2004)
- Epic Mickey (2010)
- Epic Mickey 2 (2012)
- Underworld Ascendant (2018)
- System Shock 3 (fejlesztés alatt)

### Szerepjáték-rendszerek
- Toon (1984)
- Bullwinkle and Rocky Role-Playing Party Game (1988)
- Uncanny X-Men Boxed Set (1990)

### Könyvek
- Double Agent: Royal Pain/The Hollow Earth Affair (Richard Merwin/Warren Spector) ISBN 0-88038-551-0

### Képregények
- Kacsamesék (2011)